# Конвой № 3623
Конвой № 3623 — японський конвой часів Другої світової війни, проведення якого відбувалось у червні — липні 1943 року.
Пунктом призначення конвою був атол Трук у центральній частині Каролінських островів, де ще до війни створили потужну базу японського ВМФ, з якої до лютого 1944 року провадились операції у цілому ряді архіпелагів. Вихідним пунктом став розташований у Токійській затоці порт Йокосука (саме звідси традиційно вирушала більшість конвоїв на Трук).
До складу конвою увійшли транспорти «Аратама-Мару» та «Ямасімо-Мару» під охороною переобладнаного канонерського човна «Чоан-Мару № 2 Го». З конвоєм також прямував есмінець «Мацукадзе», що був переведений до Меланезії, де він невдовзі візьме участь у боротьбі за архіпелаг Нью-Джорджія.
Загін вийшов із порту 23 червня 1943 року. Його маршрут пролягав через кілька традиційних районів патрулювання американських підводних човнів, які зазвичай діяли поблизу східного узбережжя Японського архіпелагу, біля островів Оґасавара і на підходах до Труку. Враховуючи останнє, 1 липня охорону конвою підсилив есмінець «Аріаке», який вийшов з Труку, а 2 липня загін успішно досягнув пункту призначення.